# چان
چان (به ترکی استانبولی: Çan) شهری است در کشور ترکیه که در استان چاناق‌قلعه واقع شده‌است. جمعیت این شهر بر اساس سرشماری سال ۲۰۰۸ میلادی ۲۸٬۸۳۵ نفر و بر اساس برآوردهای سال ۲۰۰۹ میلادی ۲۸٬۴۹۸ نفر می‌باشد.